# Achaea apinigra
Achaea apinigra is een vlinder uit de familie van de spinneruilen (Erebidae). De wetenschappelijke naam van deze soort is voor het eerst voorgesteld door Bernard Laporte in een publicatie uit 1979.
De soort komt voor in Tanzania. Zowel het holotype als het paratype is afkomstig uit het Usambaragebergte in Tanzania.